# 施瓦布施泰特
施瓦布施泰特（德語：Schwabstedt）是德国石勒苏益格－荷尔斯泰因州的一个市镇。总面积19.64平方公里，总人口1332人，其中男性655人，女性677人（2011年12月31日），人口密度68人/平方公里。